# Hyundai Satellite
Le Hyundai Satellite est un van offrant 6 à 9 places. Il est aussi vendu sous le nom de i800, H-1, Starex et Grand Starex.

## Première génération (1998-2008)

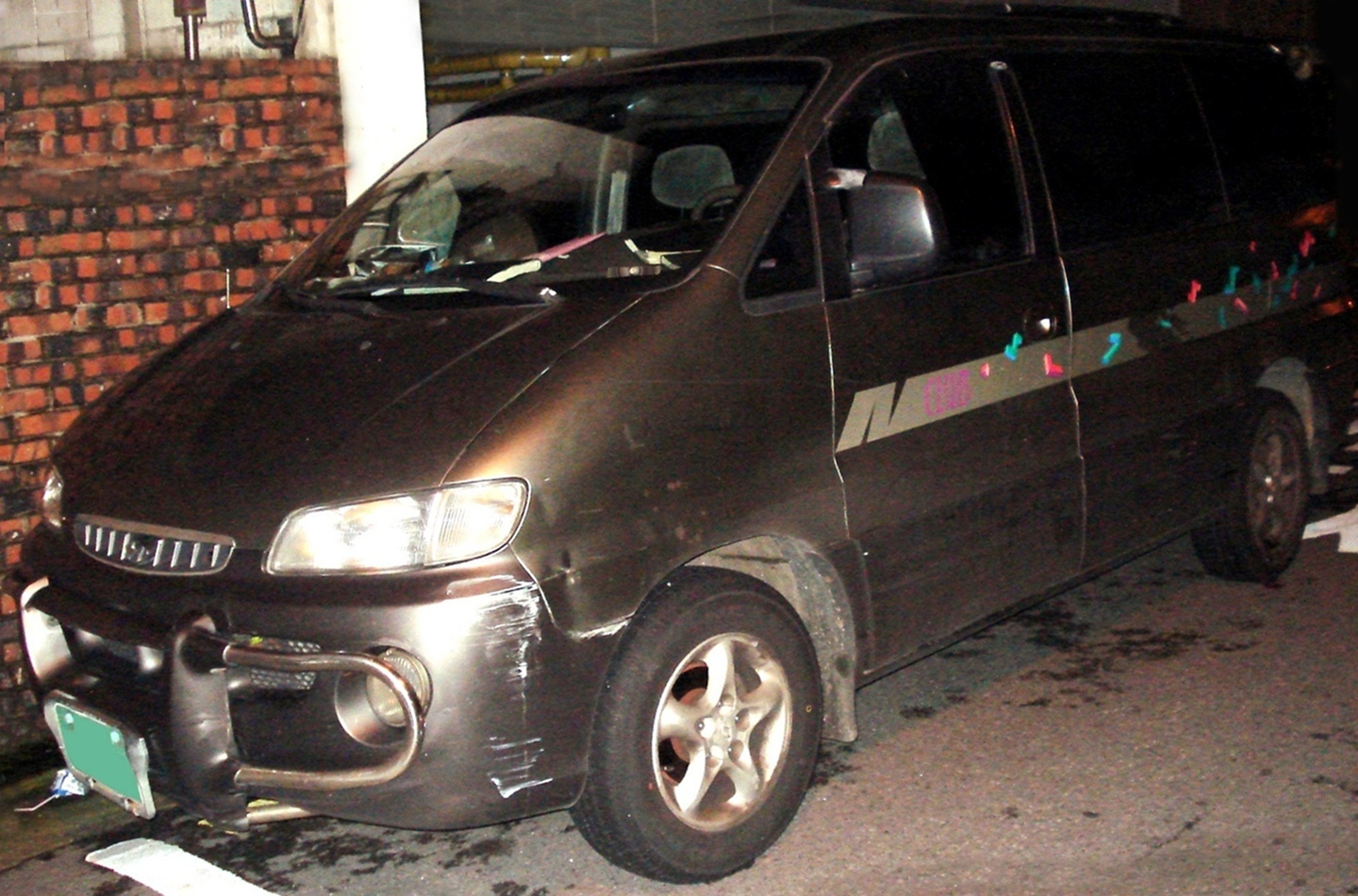
Hyundai Satellite I Phase I

Le Hyundai H-1, appelé Satellite, Starex et H200, est une automobile produite par Hyundai Motors de 1998 à 2008, pour la première génération. Il s'agit d'un fourgon à six, sept et neuf places qui succède au Hyundai H-100. Il existe en empattements court et long.
Il est également disponible dans une version à transmission intégrale non permanent, avec boite de transfert avec réduction.

### Motorisation
En 2001, le Satellite avait troqué son 2.5 TD 80 ch contre le 2.5 TD 100 ch du Hyundai Galloper.
Il a été disponible équipé d'un moteur 2.4 essence de 110 ch.
En 2005 il adopte le 2.5 CRDI de 140 ch, monté aussi sur le KIA SORENTO.

### Finition
Le Satellite est proposé en trois versions : six places (2,2,2), sept places (2,2,3) et neuf places (3,3,3), dans la même finition SVX Comfort.
Moulures de bas de caisse pour la sept-places, baguettes de protection latérales pour la neuf-places, peinture métallique bicolore pour les deux.

### Restylage

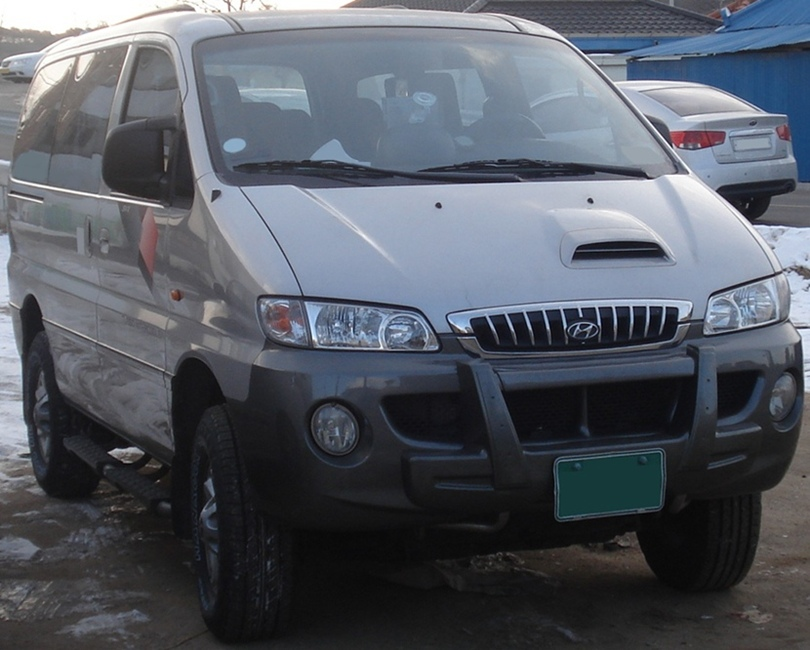
Hyundai Satellite I Phase II 4x4

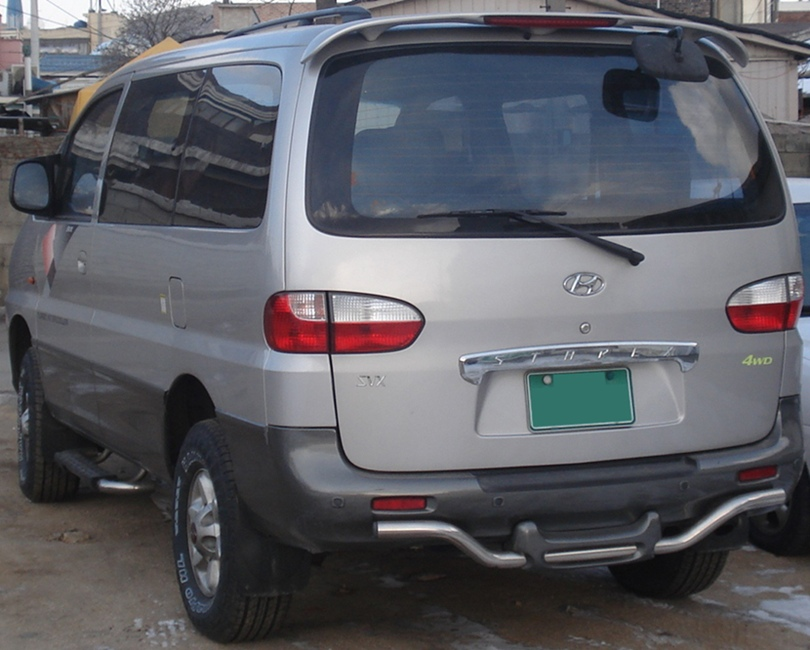
Hyundai Satellite I Phase II 4x4

En 2004, il reçoit un léger restylage intervenant principalement sur les phares et les feux arrière.
Et, en 2005, il adopte de gros phares avec une nouvelle calandre en "V" à barrettes horizontales encadrant le logo de Hyundai. Les feux arrière sont redessinés.

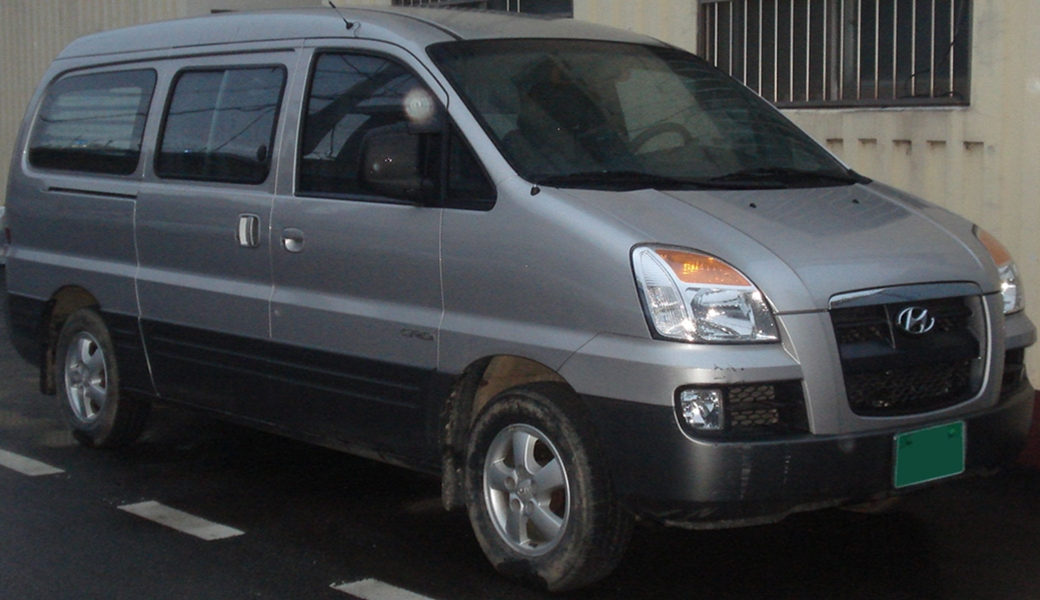
Hyundai Satellite I Phase III

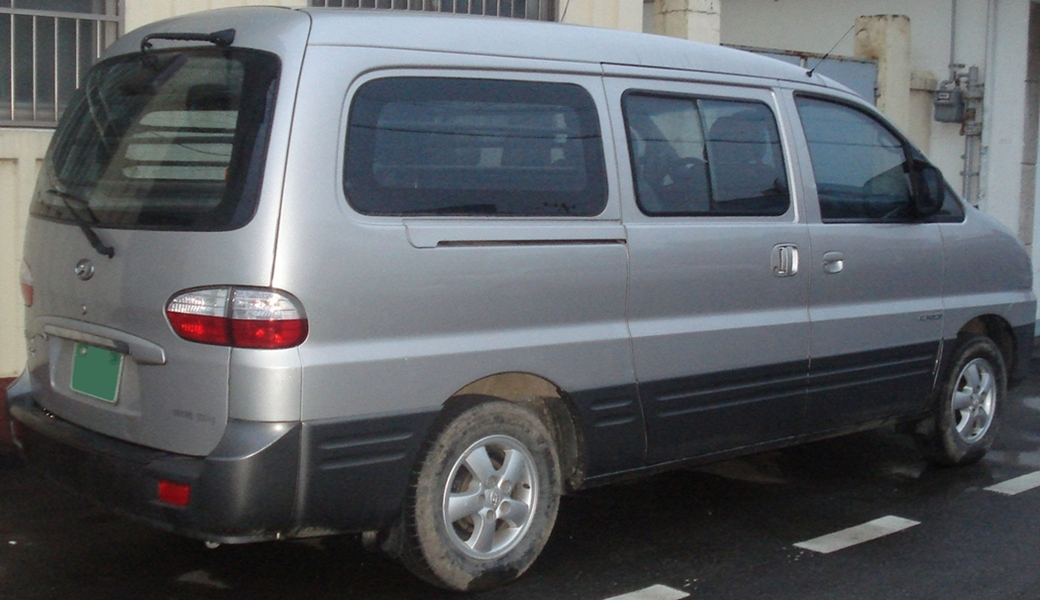
Hyundai Satellite I Phase III

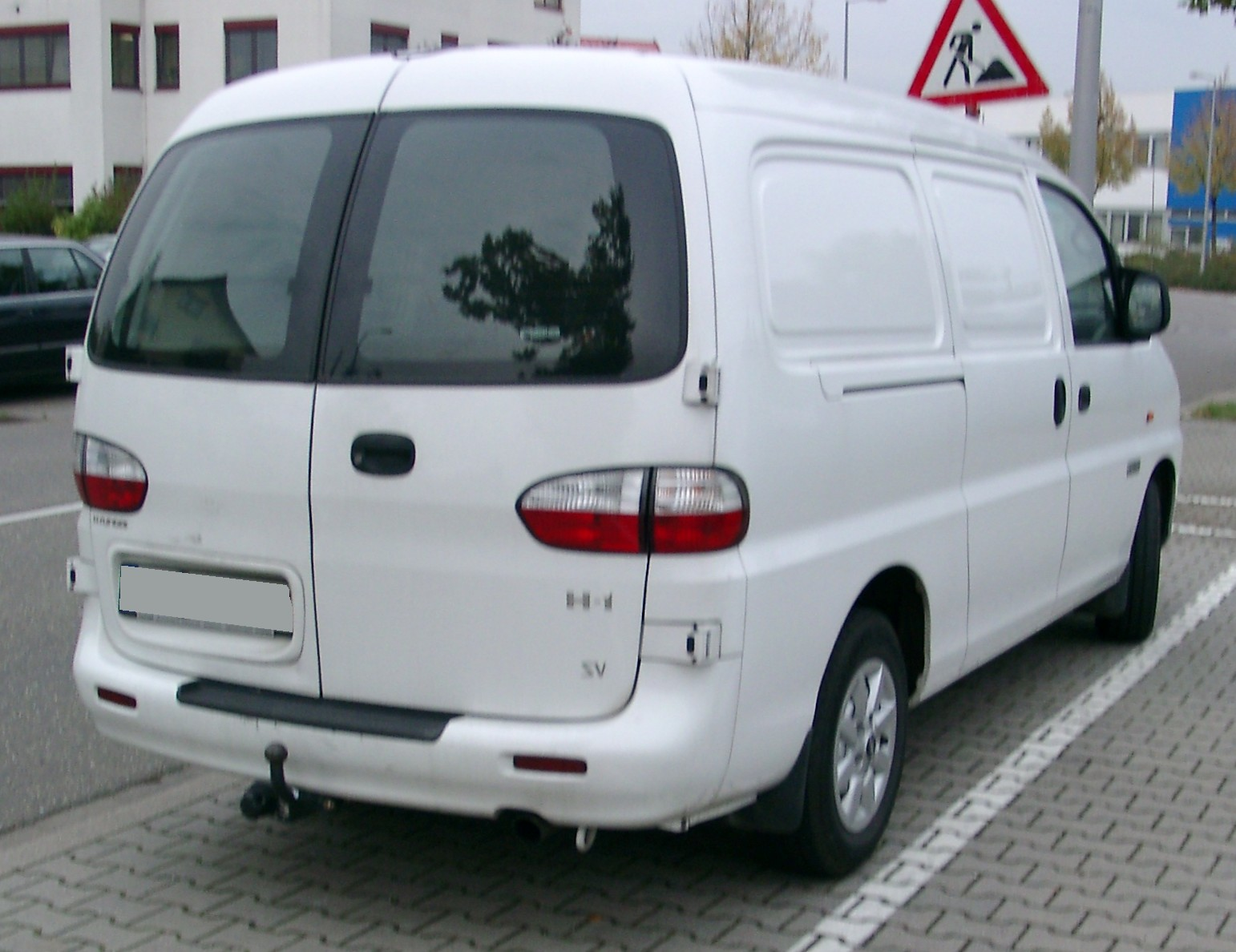
Hyundai Satellite I Phase III

En 2008, il laisse place à la seconde mouture.

## Deuxième génération (2008- )

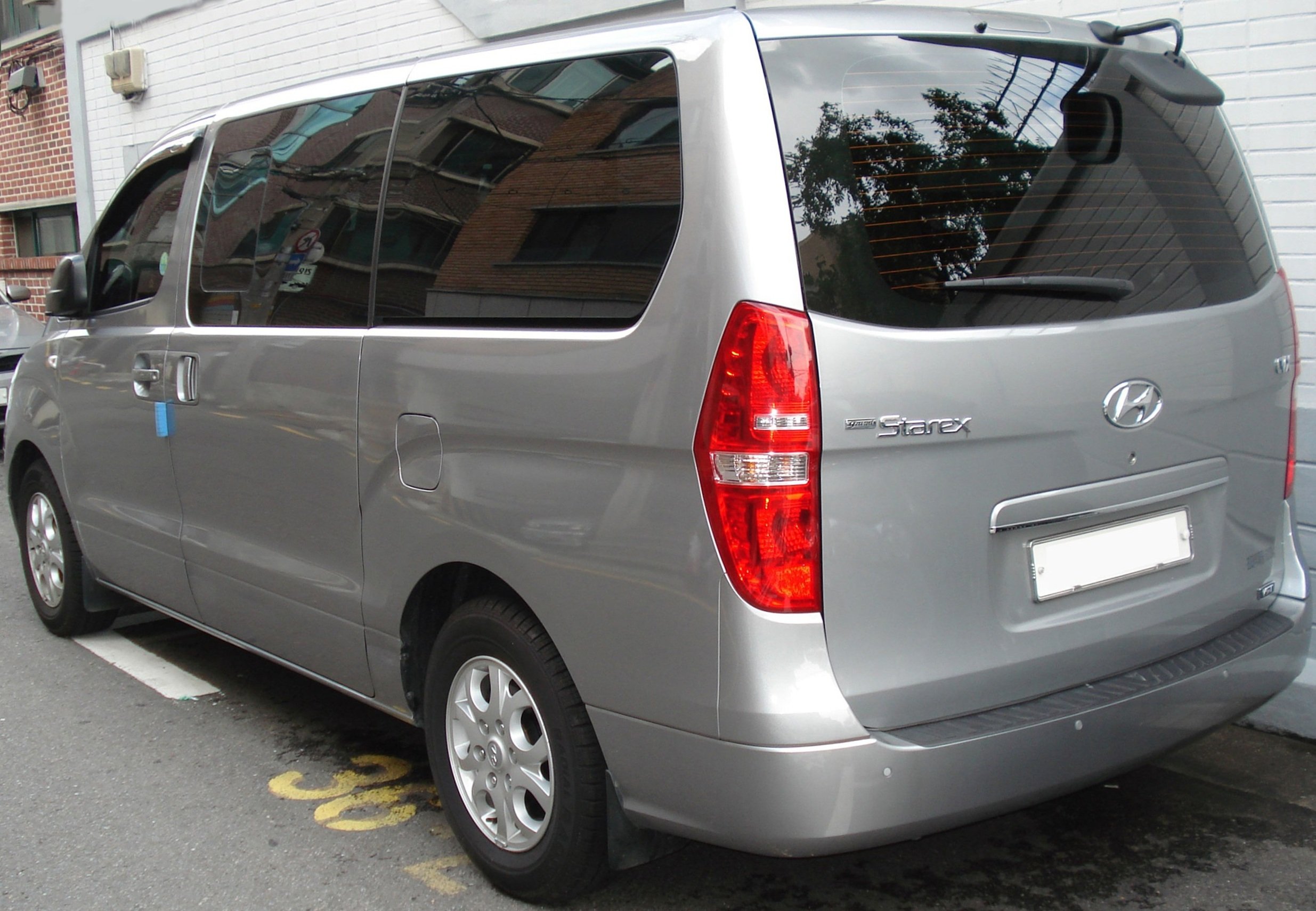
Hyundai Satellite II Face arrière

La deuxième génération est sortie au printemps 2008. Sa production s'est arrêtée début 2011. Elle a repris en 2013, mais jamais sous une forme restylée. Hyundai a quand même mis fin à sa carrière et le Satellite n'a pas eu de descendance directe, bien que respectivement dans la gamme tel que le Hyundai H350 qui apparaît fin 2014.